# Armeni in Palestina
Gli armeni in Palestina (in armeno Հայերը Պաղեստինում?; in arabo الأرمن في فلسطين‎?) costituiscono una comunità molto antica. La presenza armena in Palestina è legata in particolare al Patriarcato armeno di Gerusalemme ed è concentrata in gran parte nel quartiere armeno di Gerusalemme.

## Storia
I primi pellegrini armeni si stabilirono a Gerusalemme tra il III e il IV secolo, mentre la prima presenza documentata risale al V secolo. La nascita del Patriarcato armeno di Gerusalemme nel VII secolo rinforzò la presenza armena in città, alimentata anche dall'arrivo di mercanti e artisti. Centinaia di armeni giunsero poi dalla Cilicia nel XII secolo in occasione delle Crociate. Nel 1616 a Gerusalemme risiedevano dodici famiglie armene. Molti armeni durante il periodo ottomano si distinsero come gioiellieri, fabbri, sarti, calzolai, carpentieri e fotografi e conquistarono posizioni nell'amministrazione. In particolare gli armeni furono pionieri nell'ambito della fotografia a Gerusalemme. Nel 1903 si contavano 1200 armeni a Gerusalemme, 300 a Betlemme e un centinaio tra Giaffa, Ramla e Nazareth.

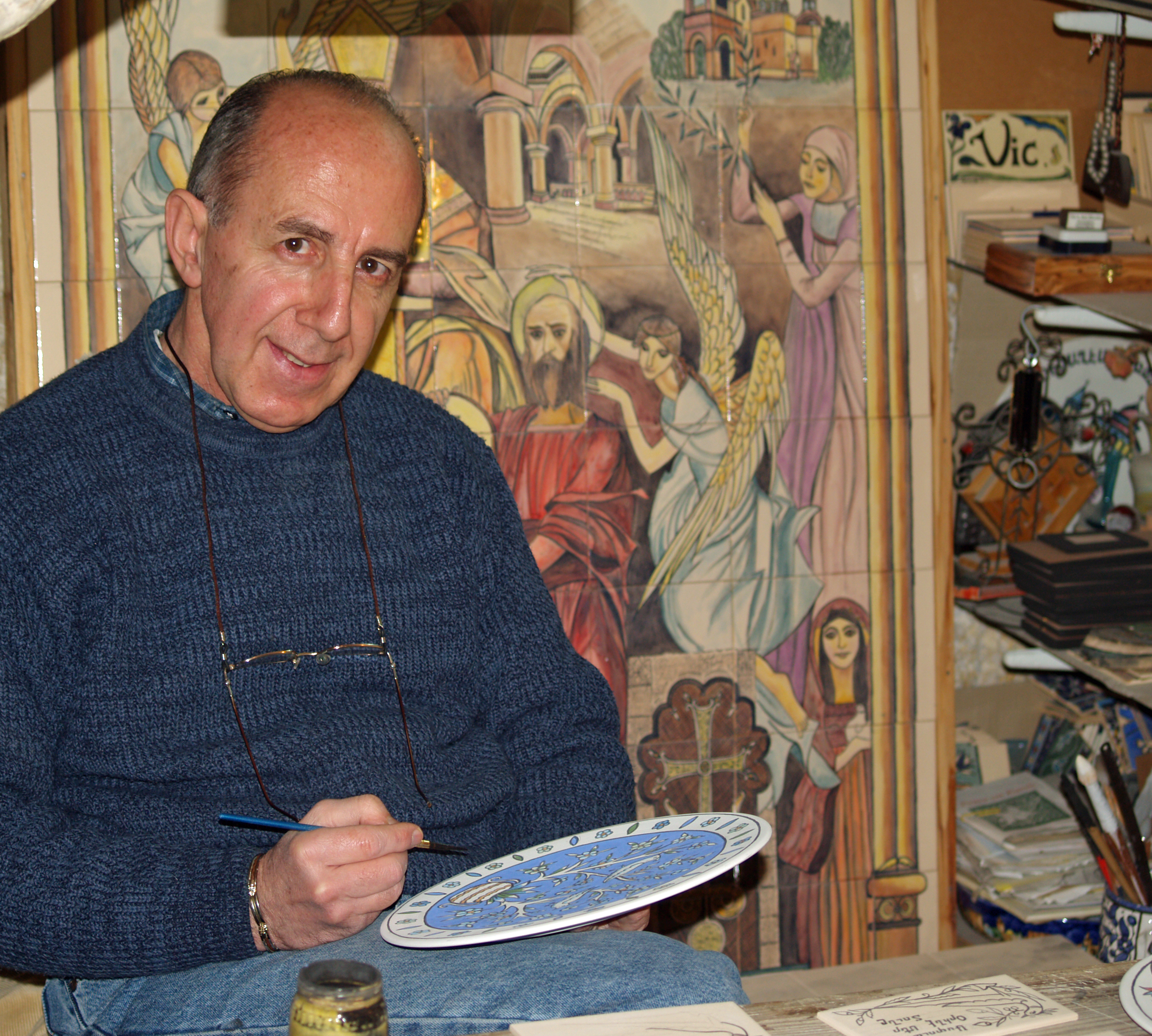
Ceramista armeno nel quartiere armeno di Gerusalemme, 2007

Migliaia di armeni sopravvissuti al genocidio armeno giunsero a Gerusalemme dopo il 1915, distinguendosi dagli armeni locali dal punto di vista linguistico. I rifugiati vennero raccolti nel monastero di San Giacomo. Nel 1919 rifugiati armeni da Kütahya introdussero l'arte della ceramica armena a Gerusalemme e contribuirono al restauro della Cupola della Roccia. Nel 1922 la comunità armena di Gerusalemme aveva raggiunto le 5000 unità. Nello stesso anno giunsero numerosi altri rifugiati dalla Cilicia, che sbarcarono a Haifa e ottennero il sostegno dei locali notabili arabi; molti si stabilirono ad Atlit. Nel 1925 gli armeni in Palestina avevano raggiunto le 15000 unità, distribuite prevalentemente tra Haifa, Giaffa e Gerusalemme; i loro numeri venivano alimentati anche dall'arrivo di armeni dal Libano e dalla Siria.
La maggior parte della comunità armena palestinese abbandonò la regione in occasione della guerra arabo-israeliana del 1948, rifugiandosi a Beirut, Amman e nel quartiere armeno di Gerusalemme. Il monastero di San Giacomo dette rifugio a 4000 profughi. L'emigrazione armena dalla Palestina continuò negli anni seguenti verso Amman, Beirut e il Kuwait e in seguito verso il Canada, gli Stati Uniti d'America e l'Australia. Molti giovani armeni palestinesi parteciparono alla prima intifada e vennero arrestati dalle autorità israeliane. Nel 1998 la comunità si era ridotta a 2500 membri a Gerusalemme, 500 tra Betlemme e Ramallah, 400 a Giaffa, 350 a Haifa, 100 a Nazareth e 200 in varie altre località.

## Cultura
La comunità armena palestinese si divide in due gruppi principali: i primi discendono dagli armeni indigeni, che rimasero isolati per secoli dal resto del mondo armeno e che svilupparono un dialetto armeno proprio, fortemente influenzato dalla lingua araba; gli armeni indigeni vivono nel quartiere armeno di Gerusalemme, al di fuori del monastero di San Giacomo, e in varie altre località, tra le quali Giaffa; i secondi discendono invece dai rifugiati sopravvissuti del genocidio armeno giunti da vari territori dell'Impero ottomano dopo il 1915; questi ultimi fanno riferimento particolarmente alla Cattedrale di San Giacomo e parlano un dialetto che raccoglie elementi di vari dialetti armeni e del turco. Le due comunità rimasero molto separate fino alla seconda guerra mondiale, fecero riferimento a chiese differenti ed evitarono matrimoni tra di loro. Nel 1984 i membri del primo gruppo a Gerusalemme erano stimati a 1000 unità, i secondi a 3000.
Nel XIX secolo molti armeni adottarono come lingua domestica la lingua araba, oltre all'armeno, mentre il turco mantenne il proprio ruolo di prestigio. Il dialetto armeno palestinese è oggi quasi completamente scomparso, per effetto della promozione del dialetto armeno occidentale da parte delle scuole armene locali e dell'emigrazione di molti armeni indigeni, oltreché dalla loro proporzione minoritaria tra la comunità. Gli armeni giunti dall'Armenia dopo il 1990 parlano il dialetto armeno orientale. Gli armeni più istruiti e più giovani parlano una variante dell'armeno standard con influenze arabe e turche.